# Casiodoro de Reina
Casiodoro de Reina (Montemolín, Badajoz, c. 2 de febrero de 1520-Fráncfort, Sacro Imperio Romano Germánico, 15 de marzo de 1594) fue un religioso jerónimo español converso al protestantismo, famoso por realizar la muy reconocida traducción castellana de la Biblia llamada la Biblia del Oso.

## Biografía
Casiodoro de Reina ingresó en el monasterio jerónimo de San Isidoro del Campo de Santiponce (Sevilla) como monje. Pronto tuvo contactos con el luteranismo y se convirtió en partidario de la Reforma, siendo perseguido por la Inquisición, en parte por la distribución clandestina de la traducción del Nuevo Testamento de Juan Pérez de Pineda. Desatada la represión, prefirió abandonar el monasterio y huir con sus amigos de confianza a Ginebra en 1557, entre los cuales le acompañó Cipriano de Valera, quien más tarde revisaría su traducción al castellano de la Biblia.
Sin embargo, lo que vio en Ginebra no fue de su agrado: en 1553 se había ejecutado a Miguel Servet a instancias de Juan Calvino y el tratamiento dado a los disidentes era muy controvertido. Reina era opuesto a la ejecución de herejes reales o supuestos, por considerarla una afrenta al testimonio de Jesús y al libre examen. Tradujo secretamente el libro de Sebastián Castellion "Sobre los herejes", De haereticis, an sint persequendi, que condena las ejecuciones por razones de conciencia y documenta el rechazo original del cristianismo a semejante práctica.
Aunque Casiodoro de Reina fue firmemente trinitario y, por tanto, no compartía las creencias unitarias, a causa de las cuales fue quemado Servet, no podía aceptar que se ejecutase a alguien por sus creencias. Entró en contradicción con Juan Calvino y la rigidez imperante le hizo decir que "Ginebra se ha convertido en una nueva Roma", por lo que decidió marcharse a Fráncfort, ciudad de nacimiento de la esposa de Reina. Sostuvo, en contra de la opinión dominante, que a los anabaptistas pacifistas se les debía considerar "como hermanos".
Entre tanto, la Santa Inquisición realizó en Sevilla en abril de 1562 un "auto de fe" en el que fue quemada una efigie de Casiodoro de Reina. Sus obras fueron incluidas en el llamado Índice de Libros Prohibidos (Index Librorum Prohibitorum) y fue declarado heresiarca, es decir, jefe de herejes.
En Inglaterra, donde la reina Isabel I le concedió permiso de predicar a los españoles perseguidos, fue ordenado en 1562 como pastor de la Iglesia de Inglaterra en la iglesia de Santa María de Hargs. Allí ejerció como Pastor de una congregación de calvinistas, y simultáneamente comenzó a traducir la Biblia a la lengua castellana, la primera que se hacía íntegra a tal idioma, aunque existían precedentes anteriores. Hay que anotar que la Biblia Políglota, impresa entre 1514 y 1517 en Alcalá de Henares, solo contenía los textos en latín junto a sus lenguas originales: griego, hebreo y arameo. Su colaborador más cercano, Gaspar Zapata, el asistente de Reina para la traducción de la Biblia, hizo que la comunidad Calvinista de habla francesa criticara duramente la traducción de Reina de la Biblia y hasta llegó a acusarlo de sodomía en su mayor extremo. Por ello debió huir a Amberes en enero de 1564, pasando enormes dificultades económicas para poder terminar su traducción de la Biblia.
Escribió además el primer gran libro contra la Inquisición, titulado Algunas artes de la Santa Inquisición española, publicado en Heidelberg en 1567 bajo el seudónimo de Reginaldus Gonsalvius Montanus. La obra se editó en latín, pero fue traducida inmediatamente al inglés, neerlandés, francés y alemán.

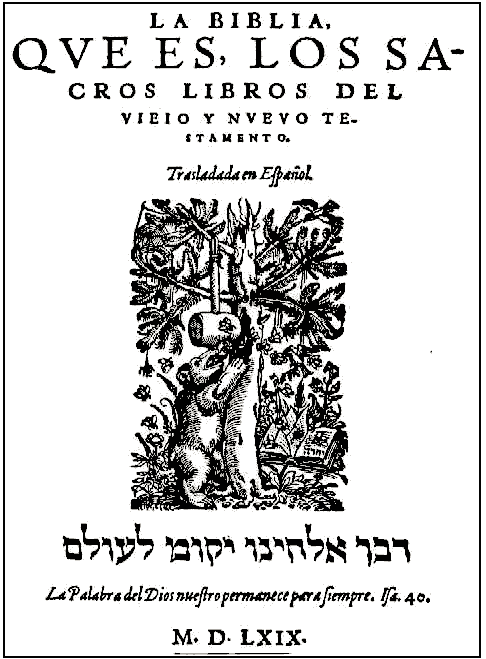
Biblia del oso, Basilea, 1569.

Finalmente, en 1567 fue a Basilea para continuar el proyecto de la Biblia, habiendo ya traducido el Antiguo Testamento. El primer contrato para una edición de 1100 ejemplares fue firmado en el verano de 1567 con el famoso editor Johannes Oporinus. Por desgracia para Reina, en junio de 1568 murió Oporinus y el proyecto de la Biblia quedó arruinado. Los 400 Florines para la producción de la Biblia recaudados en Fráncfort no se pudieron recuperar. 
Para colmo de las desdichas, los enemigos españoles de Reina buscaban reimprimir el Nuevo Testamento de Juan Pérez de Pineda en Francia con todas las notas de la Biblia francesa de Ginebra y para ello exigieron el dinero donado para la Biblia de Reina. A este conflicto puso fin el embajador Francés de Álava, quien teniendo conocimiento del proyecto, hizo detener al impresor y todos los cuadernillos ya impresos, así como el ejemplar del Nuevo Testamento de 1556, con las anotaciones escritas para la nueva edición; lo cual fue requisado y enviado a Felipe II.
Después de lo anterior, Reina encomendó la publicación de su traducción de la Biblia, a Thomas Guarin. El logo de esta editorial cautivó a Reina, por lo cual decidió ponerlo en la portada de la edición. Por ello, esta versión castellana fue conocida como La Biblia del Oso, y se publicó al fin en Basilea, en 1569. El costo de la edición fue de 300 florines.
Líderes cristianos y el consejo municipal de esa ciudad apoyaron la obra con todas sus fuerzas y, como muestra de gratitud, Casiodoro de Reina dedicó un ejemplar a la biblioteca de la Universidad de Basilea, que aún se conserva. 
Se tiraron de esta primera edición 2600 ejemplares, que es la cifra dada por Cipriano de Valera en su introducción de la Biblia del Cántaro; revisión postrera de la Biblia de Reina. A pesar de los obstáculos que había para su venta, en 1596 ya se había agotado totalmente.
Dicha obra fue la primera Biblia cristiana impresa completamente en idioma castellano. Hoy es reconocida como un valioso aporte a la literatura española. La Biblia de Cipriano de Valera, publicada en 1602, es en realidad una edición corregida de la traducción de Reina, tal como se reconoce en las versiones actuales, llamadas Reina-Valera. Sin embargo, estas versiones modernas suprimen los libros deuterocanónicos (por acción de las Sociedades Bíblicas de Londres), traducidos por Reina y colocados como apéndices en la edición de Valera, a la manera de la Biblia de Lutero. Contaba con el III libro de Esdras, IV de Esdras y la Oración de Manasés. Tales acciones fueron para intentar cumplir las reglas del Concilio de Trento, en lo relativo a las sagradas escrituras, pero fallaron.
Casiodoro de Reina vivió en Amberes hasta 1585, año en que las tropas del rey español Felipe II se apoderaron de la ciudad. Entonces retornó a Fráncfort, donde le habían concedido la ciudadanía en 1573. Se sostuvo ocho años con un comercio de sedas que estableció. Teniendo ya más de 70 años, fue elegido pastor auxiliar en 1593. Pudo ejercer su ministerio ocho meses, pues murió dicha ciudad el 15 de marzo de 1594.
Al morir le sucedió como pastor de la comunidad luterana de habla francesa en Fráncfort uno de sus hijos, Marcos. Allí se conserva un retrato suyo al óleo en el orfanato de los holandeses y un grabado en la sala de sesiones de los ministros evangélicos de esa ciudad, donde era muy respetado, que reza así: "Casiodoro de Reina, nacido en Sevilla..."

## Homenajes

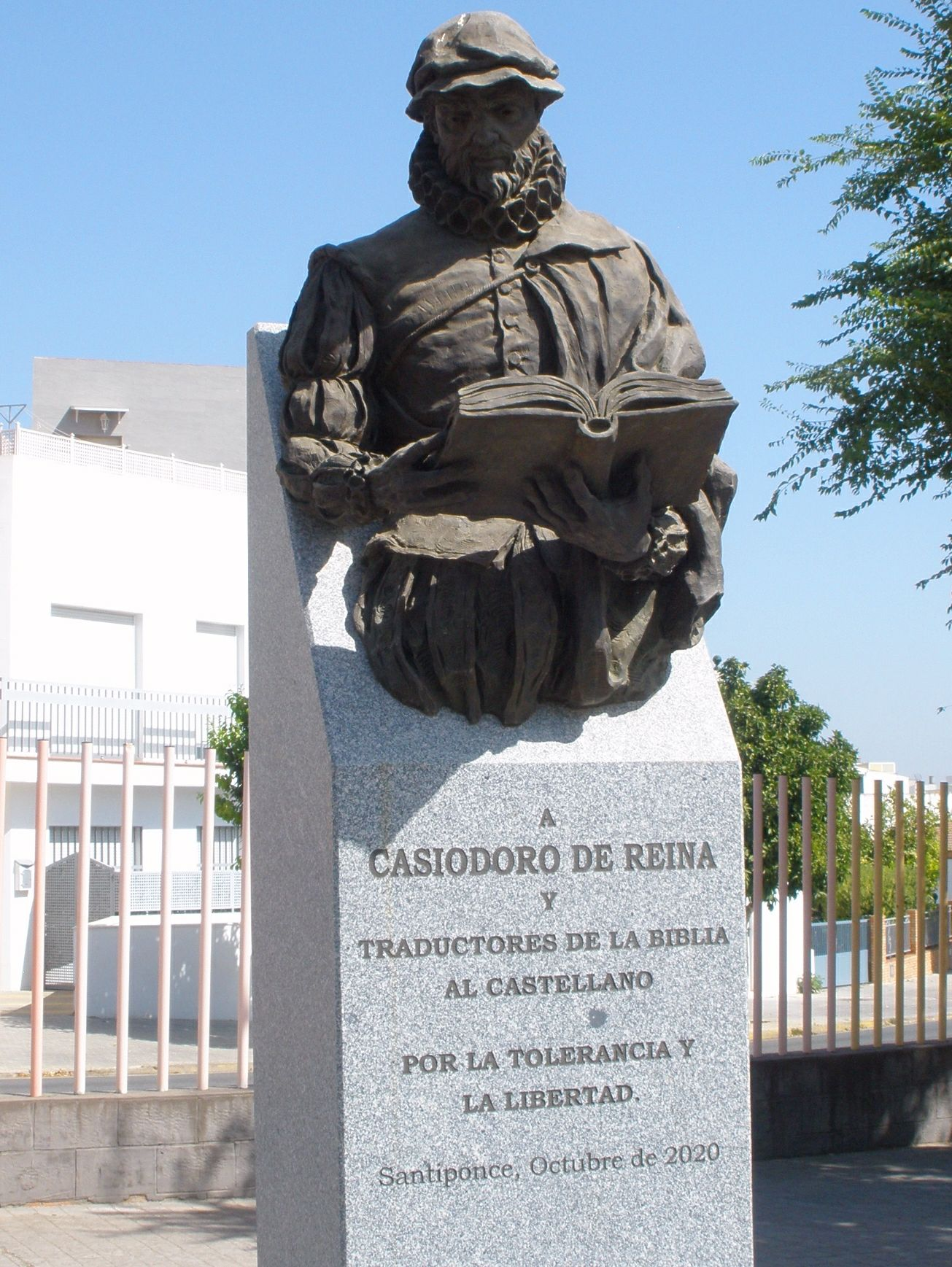
Monumento a Casiodoro de Reina en Santiponce (Sevilla)

El 14 de enero de 2019, Correos emitió un sello que celebraba el V Centenario de la Reforma Protestante y el 450 aniversario de la Biblia del Oso. La iniciativa de tal emisión (dirigida por el filatélico José Luis Fernández Carnicero) partió de la iglesia de Hermanos de Bonhome (Orense).
Casiodoro de Reina tiene un monumento en Santiponce. Se inauguró el 29 de octubre de 2020, año del quinientos aniversario de su nacimiento. La inscripción reza así: A Casiodoro de Reina y traductores de la Biblia al castellano. Por la tolerancia y la libertad. Santiponce, octubre de 2020.

## Obras
Además de la traducción de la Biblia y otras traducciones, son originales de Reina las siguientes obras:
- Confessión de Fe cristiana, hecha por ciertos fieles españoles, los cuales, huyendo los abusos de la Iglesia Romana y la crueldad de la Inquisición de España, dexaron su patria, para ser recibidos de la Iglesia de los fieles, por hermanos en Christ 1559
- Sanctae Inquisitionis Hispanicae artes aliquot detectae (Algunas artes de la Santa Inquisición española) 1567
- Comentarios a los Evangelios de Juan y Mateo, publicados en latín en Fráncfort 1573
- Catecismo 1580, publicado en latín, francés y neerlandés.
- Estatutos para la sociedad de ayuda a los pobres y perseguidos, en Fráncfort.